# Благовка (Луганская область)
Бла́говка (укр. Благівка) — село, относится к Ровеньковскому городскому совету Луганской области Украины. Контролируется самопровозглашённой Луганской Народной Республикой.

## География
Село расположено на реке Нагольной. Соседние населённые пункты: сёла Платоновка, Новокрасновка и Бобриково (ниже по течению Нагольной) на юго-западе, Грибоваха на северо-западе, Клуниково на юго-юго-западе, Ульяновка на севере, Новодарьевка, Марьевка, Дарьевка и Нагольно-Тарасовка (выше по течению Нагольной) на северо-востоке, Зеленополье на юго-востоке.

## Население
Население по переписи 2001 года составляло 709 человек.

## Известные уроженцы
Мария Дрбоян - украинская легкоатлетка, борец сумо.

## Общие сведения
Почтовый индекс — 94779. Телефонный код — 6433. Занимает площадь 1,755 км². Население на 2011 год — 498 человек. Код КОАТУУ — 4412391001.

## Местный совет
94793, Луганская обл., Ровеньковский городской совет, с. Благовка, ул. Ленина, д. 25